# Dardilly
Dardilly är en kommun i departementet Rhône i regionen Auvergne-Rhône-Alpes i östra Frankrike. Kommunen ligger i kantonen Écully som tillhör arrondissementet Lyon. År 2022 hade Dardilly 8 980 invånare.

## Befolkningsutveckling
Antalet invånare i kommunen Dardilly
| Referens: INSEE |